# Crockerjunglevliegenvanger
De crockerjunglevliegenvanger (Cyornis ruficrissa) is een zangvogel uit de familie Muscicapidae (vliegenvangers). De vogel werd in 1887 door Richard Bowdler Sharpe als Rhinomyias ruficrissa geldig beschreven. De soort werd daarna ondersoort van de roodstaartjunglevliegenvanger (C. ruficauda) maar is in 2022 afgesplitst.

## Kenmerken
De vogel is 14,5 tot 15 cm lang en lijkt sterk op de roodstaartjunglevliegenvanger van de Filipijnen. Deze soorten hebben wat meer grijs op de borst en het zijn vogels die alleen in bergland tot op 2000 meter boven zeeniveau voorkomen.

## Verspreiding en leefgebied
De soort is endemisch op het eiland Borneo in de bergketen Crocker Range in Sabah (Oost-Maleisië).
- C. r. ruficrissa: alleen rondom Gunung Kinabalu
- C. r. isola: Crocker Range met uitzondering van gebied rond Gunung Kinabalu